# Hurwitzeva funkcija zeta
Hurwitzeva funkcija zeta (običajna označba {\displaystyle \zeta (s,q)\,}, včasih tudi {\displaystyle \zeta _{\rm {H}}(s,q)\,}) je v matematiki in še posebej v analitični teoriji števil ena od mnogih funkcij ζ. Imenuje se po nemškem matematiku Adolfu Hurwitzu.
Formalno je definirana za kompleksna argumenta {\displaystyle s} in {\displaystyle q} kot:
{\displaystyle \zeta (s,q)=\sum _{n=0}^{\infty }{\frac {1}{(q+n)^{s}}},\qquad (\Re (s)>1,\Re (q)>0)\!\,.}
Ta neskončna vrsta je absolutno konvergentna za dane vrednosti {\displaystyle s} in {\displaystyle q}. Lahko se razširi na meromorfno funkcijo definirano za vse {\displaystyle s\neq 1\,}. Riemannova funkcija ζ je posebni primer za {\displaystyle q=1\,}:
{\displaystyle \zeta (s)=\zeta (s,1)\!\,.}
Funkcija trigama je posebni primer za {\displaystyle s=2\,}:
{\displaystyle \psi _{1}(z)=\zeta (2,z)\!\,.}